# Lista över småplaneter (21501–22000)
Detta är en lista över numrerade småplaneter, nummer 21501–22000.
|     | 21500            | 21600           | 21700        | 21800            | 21900         |
| --- | ---------------- | --------------- | ------------ | ---------------- | ------------- |
| 1   | Acevedo          | 1998 XO89       | Gabemendoza  | Ančerl           | 1999 VZ11     |
| 2   | Cruz             | Ialmenus        | Prisymendoza | Svoreň           | 1999 VD12     |
| 3   | Beksha           | 1999 BY         | Shravanimikk | 1999 TC7         | Wallace       |
| 4   | Caseyfreeman     | 1999 BS3        | Mikkilineni  | Václavneumann    | 1999 VV12     |
| 5   | Bernert          | Reynoso         | Subinmin     | 1999 TQ9         | 1999 VX14     |
| 6   | Betsill          | 1999 FH6        | Robminehart  | 1999 TE14        | 1999 VH20     |
| 7   | Bhasin           | Robel           | Johnmoore    | 1999 TH14        | 1999 VM20     |
| 8   | Benbrewer        | Gloyna          | Mulhall      | 1999 TR18        | 1999 VQ21     |
| 9   | Lucascavin       | Williamcaleb    | Sethmurray   | 1999 TG19        | 1999 VR21     |
| 10  | Chemnitz         | Rosengard       | Nijhawan     | 1999 TK19        | 1999 VT23     |
| 11  | Chiardola        | Rosoff          | Wilfredwong  | Burroughs        | 1999 VW23     |
| 12  | Susieclary       | Chelsagloria    | Obaid        | 1999 TZ22        | 1999 VL24     |
| 13  | Bethcochran      | Schlecht        | Michaelolson | Danwinegar       | Taylorjones   |
| 14  | Gamalski         | Grochowski      | Geoffreywoo  | Shanawolff       | Melakabinoff  |
| 15  | Gavini           | Guardamano      | Palaniappan  | Fanyang          | Lavins        |
| 16  | Mariagodinez     | Guhagilford     | Panchamia    | 1999 TE31        | 1999 VU37     |
| 17  | Dobi             | Johnhagen       | Pang         | Yingling         | 1999 VY37     |
| 18  | Maysunhasan      | Sheikh          | Cheonghapark | Yurkanin         | 1999 VN45     |
| 19  | Josephhenry      | Johnshopkins    | Pasricha     | 1999 TX32        | Luga          |
| 20  | Dianaeheart      | 1999 KU         | Pilishvili   | 1999 TQ34        | 1999 VZ47     |
| 21  | Hippalgaonkar    | Sherman         | Feiniqu      | Billryan         | Camdenmiller  |
| 22  | Entwisle         | Victorshia      | Rambhia      | Degiorgi         | Mocz          |
| 23  | GONG             | Albertshieh     | Yinyinwu     | 1999 TX72        | 1999 VT52     |
| 24  | 1998 MB16        | 1999 NA1        | Ratai        | 1999 TD75        | Alyssaovaitt  |
| 25  | 1998 MP23        | Seira           | Zhongyuechen | Zhangyizhong     | Supasternak   |
| 26  | Mirano           | Matthewhall     | Rezvanian    | Youjiazhong      | Jacobperry    |
| 27  | Horton           | Sillis          | Rhines       | Chingzhu         | Sarahpierz    |
| 28  | Chrisfaust       | Lucashof        | Zhuzhirui    | 1999 TN92        | Prabakaran    |
| 29  | Johnjames        | Siperstein      | Kimrichards  | Kaylacornale     | Nileshraval   |
| 30  | Despiau          | Wootensmith     | Ignaciorod   | 1999 TW93        | 1999 VP61     |
| 31  | Billcollin       | Stephenhonan    | Zhuruochen   | 1999 TX93        | 1999 VB64     |
| 32  | 1998 OY          | Suwanasri       | Rumery       | 1999 TZ93        | Rios          |
| 33  | 1998 OR12        | Hsingpenyuan    | Schlottmann  | 1999 TE95        | Aaronrozon    |
| 34  | 1998 OV12        | Huangweikang    | 1999 RM146   | 1999 TL96        | 1999 VY71     |
| 35  | 1998 OX13        | Micahtoll       | Nissaschmidt | 1999 TN96        | 1999 VZ77     |
| 36  | 1998 OV14        | Huertas         | Samaschneid  | 1999 TX96        | Ryan          |
| 37  | Fréchet          | Ninahuffman     | Stephenshulz | 1999 TL97        | Basheehan     |
| 38  | 1998 QN1         | Nicjachowski    | Schwank      | 1999 TM99        | 1999 VE81     |
| 39  | Josefhlávka      | Davidkaufman    | Annekeschwob | 1999 TP100       | Kasmith       |
| 40  | Itthipanyanan    | Petekirkland    | 1999 RR159   | Ghoshchoudhury   | 1999 VU91     |
| 41  | Friskop          | Tiffanyko       | 1999 RN162   | 1999 TE102       | 1999 VU92     |
| 42  | Kennajeannet     | Kominers        | Rachaelscott | 1999 TH102       | Subramanian   |
| 43  | Jessop           | Kornev          | Michaelsegal | 1999 TF105       | 1999 VG114    |
| 44  | Hermainkhan      | Vinay           | Meliselinger | 1999 TN112       | 1999 VA118    |
| 45  | Koirala          | Chentsaiwei     | Shadfan      | 1999 TC113       | Kleshchonok   |
| 46  | Konermann        | Joshuaturner    | Carrieshaw   | Wojakowski       | 1999 VD138    |
| 47  | Kottapalli       | Carlturner      | Justsolomon  | 1999 TA116       | 1999 VG141    |
| 48  | Briekugler       | Gravanschaik    | Srinivasan   | 1999 TO116       | 1999 VY149    |
| 49  | Carolinelang     | Vardhana        | 1999 RM172   | 1999 TA141       | Tatulian      |
| 50  | Laviolette       | Tilgner         | Tartakahashi | Abshir           | 1999 VS158    |
| 51  | Geyang           | Mission Valley  | Jennytaylor  | 1999 TO142       | 1999 VE159    |
| 52  | Richardlee       | Vasishtha       | Johnthurmon  | Bolander         | Terry         |
| 53  | Monchicourt      | Davidwang       | Trudel       | Kelseykay        | 1999 VB176    |
| 54  | Leechaohsi       | 1999 PZ         | Tvaruzkova   | Brendandwyer     | 1999 VU178    |
| 55  | Levary           | Niklauswirth    | 1999 RE190   | 1999 TG150       | 1999 VW178    |
| 56  | Christineli      | Knuth           | 1999 RB192   | Heathermaria     | Thangada      |
| 57  | Daniellitt       | 1999 PZ1        | 1999 RQ194   | 1999 TJ154       | 1999 VU179    |
| 58  | Alisonliu        | 1999 PA2        | Adrianveres  | Gosal            | Tripuraneni   |
| 59  | Jingyuanluo      | Fredholm        | 1999 RG197   | 1999 TF172       | 1999 VM186    |
| 60  | Analyons         | Velenia         | 1999 RM199   | Joannaguy        | 1999 VH189    |
| 61  | Masterman        | Olgagermani     | 1999 RB201   | Maryhedberg      | 1999 VE203    |
| 62  | Chrismessick     | Benigni         | 1999 RD201   | Joshuajones      | Scottsandford |
| 63  | Chetgervais      | Banat           | 1999 RR201   | 1999 TC194       | 1999 VP207    |
| 64  | Widmanstätten    | Konradzuse      | 1999 RY205   | 1999 TD238       | Kevinhousen   |
| 65  | 1998 QZ102       | Frege           | 1999 RU206   | 1999 TD246       | Dones         |
| 66  | 1998 QM103       | 1999 RW1        | 1999 RW208   | 1999 TP247       | Hamadori      |
| 67  | 1998 RB2         | 1999 RB3        | 1999 RB209   | 1999 TQ251       | 1999 WS9      |
| 68  | Evanmorikawa     | 1999 RS6        | 1999 RL210   | 1999 TK291       | 1999 WE10     |
| 69  | 1998 RX12        | 1999 RF8        | 1999 RS210   | 1999 TE296       | 1999 WJ17     |
| 70  | Muralidhar       | Kuan            | Wangyiran    | 1999 UD1         | Tyle          |
| 71  | Naegeli          | Warrener        | 1999 RQ211   | 1999 UK2         | 1999 XG       |
| 72  | Nguyen-McCarty   | Laichunju       | 1999 RU211   | 1999 UP3         | 1999 XU       |
| 73  | 1998 RP70        | Leatherman      | 1999 RH216   | Jindřichůvhradec | 1999 XP1      |
| 74  | Ouzan            | Renaldowebb     | O'Brien      | 1999 UB6         | 1999 XV1      |
| 75  | Padmanabhan      | Kaitlinmaria    | Tsiganis     | 1999 UD6         | 1999 XR2      |
| 76  | McGivney         | Maureenanne     | Kryszczyńska | 1999 UL9         | 1999 XV2      |
| 77  | Negron           | Tylerlyon       | 1999 RS221   | 1999 UL12        | 1999 XW2      |
| 78  | 1998 SN27        | Lindner         | Andrewarren  | 1999 UF13        | 1999 XW3      |
| 79  | 1998 SK45        | Bettypalermiti  | 1999 RE231   | 1999 UH13        | 1999 XQ4      |
| 80  | Portalatin       | Richardschwartz | 1999 RY237   | 1999 UF14        | 1999 XA5      |
| 81  | Ernestoruiz      | 1999 RN32       | 1999 RE239   | 1999 UK15        | 1999 XX5      |
| 82  | Arunvenkataraman | Peštafrantišek  | Davemcdonald | 1999 UL16        | 1999 XL8      |
| 83  | Caropietsch      | Segal           | 1999 RR248   | 1999 UC25        | 1999 XB12     |
| 84  | Polepeddi        | Alinafiocca     | 1999 SO1     | 1999 UO26        | 1999 XC12     |
| 85  | Polmear          | Francomallia    | Méchain      | 1999 UY27        | Šejna         |
| 86  | Pourkaviani      | Koschny         | 1999 SB4     | 1999 UZ35        | Alexanduribe  |
| 87  | Christopynn      | Filopanti       | 1999 SG4     | Dipippo          | 1999 XH18     |
| 88  | Gianelli         | 1999 RK37       | 1999 SZ5     | Ďurech           | 1999 XQ20     |
| 89  | Rafes            | 1999 RL38       | Frankwasser  | 1999 UJ47        | Werntz        |
| 90  | 1998 TK          | 1999 RA39       | 1999 SN7     | 1999 UG50        | Garretyazzie  |
| 91  | 1998 TA6         | 1999 RC42       | Mattweegman  | Andreabocelli    | Zane          |
| 92  | 1998 VJ5         | 1999 RH44       | 1999 ST7     | 1999 VM3         | 1999 XZ23     |
| 93  | 1998 VL27        | 1999 RT44       | 1999 SG8     | 1999 VL4         | 1999 XH26     |
| 94  | 1998 VP31        | Allisowilson    | 1999 SK8     | 1999 VQ4         | 1999 XU26     |
| 95  | 1998 WJ5         | Hannahwolf      | Masi         | 1999 VA5         | 1999 XL29     |
| 96  | 1998 WG7         | Ermalmquist     | 1999 SH11    | 1999 VM6         | 1999 XP31     |
| 97  | 1998 WA8         | Mascharak       | 1999 SW11    | 1999 VG7         | 1999 XP36     |
| 98  | 1998 WP9         | McCarron        | Mitchweegman | 1999 VJ7         | 1999 XH37     |
| 99  | 1998 WA15        | Wolpert         | Ciociaria    | 1999 VU8         | Disora        |
| 100 | 1998 XL5         | Caseynicole     | 1999 TM1     | 1999 VQ10        | 1999 XF40     |
|     | 21600            | 21700           | 21800        | 21900            | 22000         |